# Steyr 90-Plus Serie

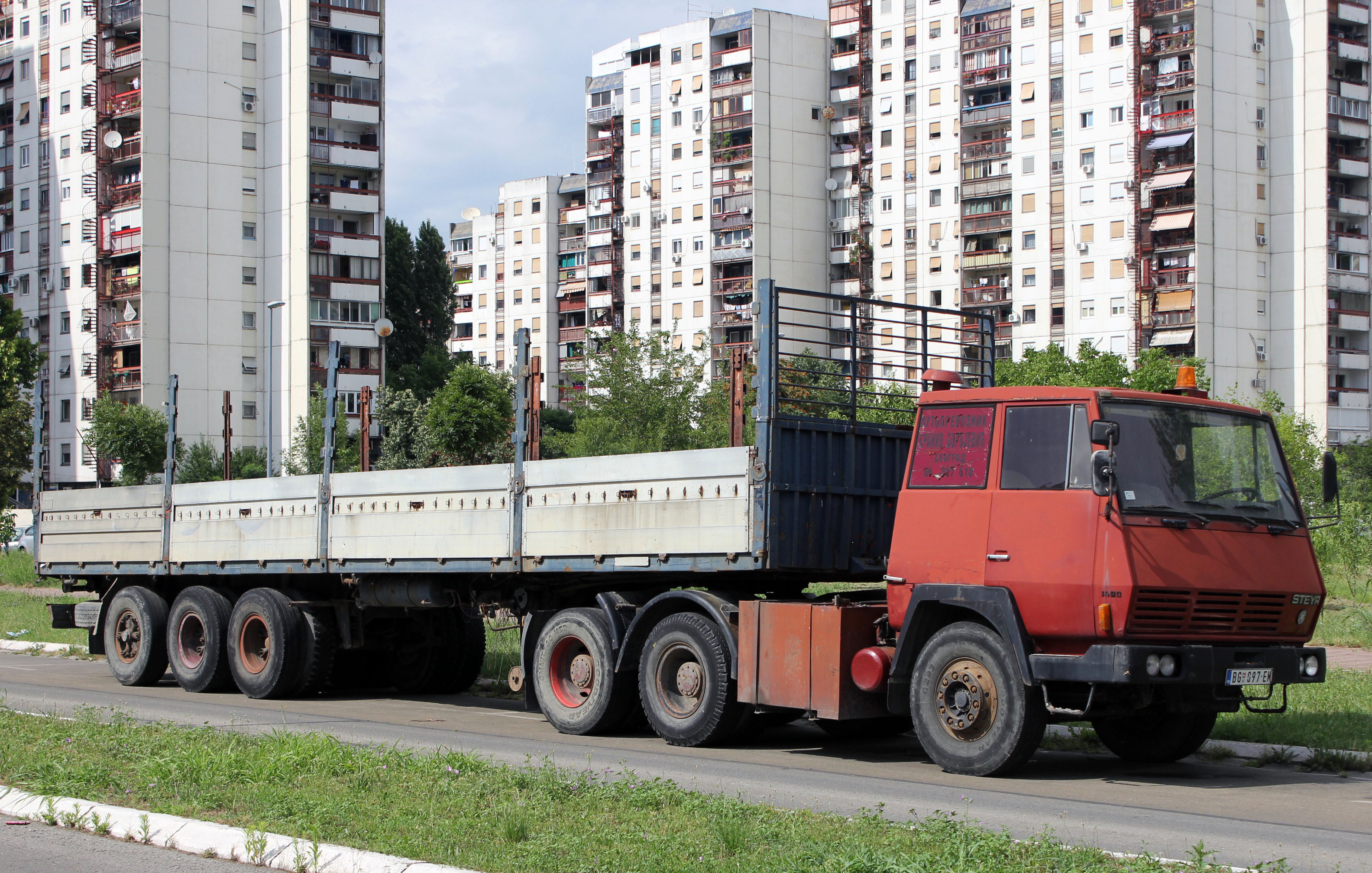
Steyr 1490 in Belgrad (2016)

Die Steyr Baureihe 90 (auch Typ 90 bzw. Plus-Serie) ist ein Lastkraftwagen, der in mehreren Varianten von 1968 bis 1978 von der Steyr Daimler Puch AG in Steyr (Oberösterreich) gebaut wurde. Er ersetzte die Steyr 680-880-Serie.
Diese Fahrzeuge hatten ein sehr breites Einsatzspektrum vom Verteiler- bis hin zum Fernverkehrsfahrzeug. Allradversionen wurden als Baustellenfahrzeuge und in der Forstwirtschaft eingesetzt. 1978 ersetzte die Steyr-91-Serie die 90er Serie.

## Vorgeschichte
Da der österreichische LKW-Markt stückzahlenmäßig sehr eingeschränkt war, sich die Strukturen der europäischen Nutzfahrzeughersteller in den 1960er Jahren allmählich änderten (Kooperationen, Übernahmen) und sich eine Liberalisierung der Märkte (EWG) abzeichnete, begann man bei Steyr über eine Neuausrichtung der LKW-Fertigung nachzudenken. Exporte in EWG und EFTA-Staaten waren nicht mehr kostendeckend. Erträge und Stückzahlen sanken Mitte der 1960er Jahre dramatisch. Kooperationsverhandlungen mit anderen LKW-Herstellern, unter anderem mit MAN, Magirus-Deutz, Scania, Fiat und Daimler-Benz waren die Folge, scheiterten aber.
Man entschloss sich zur Entwicklung einer neuen Baureihe, wodurch auch eine Typenbereinigung und eine Normierung von Bauteilen stattfinden sollte. Das Ergebnis war die vor allem in Österreich sehr erfolgreiche BR-90-Serie, die dem europäischen Mitbewerb in puncto Qualität und Wirtschaftlichkeit ebenbürtig war.
Ebenso wurde 1969 die Steyr 590-690-Serie vorgestellt, die mit einer modifizierten in Lizenz von Hanomag in Steyr produzierten Kabine ausgestattet war, und die Steyr 380-480-Serie und Steyr 580-586-Serie ersetzte.

## Kabine
Das deutlichste Kennzeichen der neuen Reihe war das neuentwickelte Fahrerhaus (Typ 160) für die schweren Varianten, das mit einigen Modifikationen bis in die 1990er Jahre weiterverwendet wurde (in chinesischer Kooperation noch länger). Gekennzeichnet war es durch großzügige Glasflächen, die eine gute Rundumsicht ermöglichten, was vor allem im Verteiler- und Baustellenverkehr, die Haupteinsatzgebiete, von großem Vorteil war. Es war nicht kippbar ausgelegt, sondern hatte einen Frontdeckel, durch den man die Wartungselemente leicht zugänglich hielt. Weitere Merkmale waren die serienmäßige Dachluke und der asymmetrische Kühlergrill. Außerdem gab es ein Fernfahrerhaus mit zwei Schlafliegen.
Die ab 1971 lieferbaren Versionen der 90-Plus-Serie mit V8-Motoren erhielten das Fahrerhaus in kippbarer Ausführung.

## Typen und Motoren
Angaben nach Rauscher/Knogler:

### Typenübersicht
| Typ  | 1. Baujahr | Ges.Gew. | Nutzlast | Dieselmotor    |
| ---- | ---------- | -------- | -------- | -------------- |
| 590  | 1969       | 8,5 t    | 5 t      | WD 610         |
| 690  | 1969       | 10,2 t   | 6,5 t    | WD 610         |
| 790  | 1969       | 13 t     | 6,9 t    | WD 610         |
| 890  | 1968       | 14,5 t   | 8 t      | WD 610         |
| 990  | 1968       | 16 t     | 7,5 t    | WD 614         |
| 1290 | 1968       | 16 t     | 8,9 t    | WD 614, WD 815 |
| 1390 | 1971       |          |          | WD 610         |
| 1490 | 1970       | 22 t     |          | WD 614, WD 815 |
| 1890 | 1975       | 28 t     |          | WD 815         |

### Motoren
- WD 610: 6 Zylinder Reihe, 5.976 cm³, 132 PS (Sauger), 150 PS (aufgeladen)
- WD 614: 6 Zylinder Reihe, 8.143 cm³, 180 PS (Sauger), 230 PS (aufgeladen)[1]
- WD 815: V-8-Zylinder, 11.890 cm³, 270 PS (Sauger), 320 PS (aufgeladen)[2]